# Corrado Mingo
Corrado Mingo (Rosolini, 8 settembre 1901 – Mazara del Vallo, 16 maggio 1980) è stato un arcivescovo cattolico italiano.

## Biografia
È nato a Rosolini, nella diocesi di Noto, l'8 settembre 1901.

### Formazione e ministero sacerdotale
Conseguito la laurea in filosofia e teologia presso la Pontificia Università Lateranense a Roma, ha insegnato teologia morale e diritto canonico prima nel seminario regionale di Assisi (1929-1937) e poi in quello di Noto (1938-1950).
È stato ordinato presbitero il 15 agosto 1925.

### Ministero episcopale
Il 17 dicembre 1950 papa Pio XII lo ha nominato vescovo di Trapani; ha ricevuto l'ordinazione episcopale a Rosolini il 24 febbraio 1951 dal cardinale Ernesto Ruffini, arcivescovo metropolita di Palermo, co-consacranti Ettore Baranzini, arcivescovo di Siracusa, e Angelo Calabretta, vescovo di Noto; ha preso possesso della diocesi il 18 marzo successivo.
A lui si deve la costruzione del seminario diocesano.
Il 28 aprile 1961, papa Giovanni XXIII lo ha elevato arcivescovo trasferendolo a Monreale dove è rimasto fino all'11 marzo 1978 quando sono state accolte le sue dimissioni per raggiunti limiti di età.
Ha partecipato alle quattro sessioni del Concilio Vaticano II.
È morto il 16 maggio 1980 a Mazara del Vallo dove si trovava per seguire i lavori della Conferenza episcopale siciliana; è stato sepolto nel duomo di Monreale.

## Genealogia episcopale
La genealogia episcopale è:
- Cardinale Scipione Rebiba
- Cardinale Giulio Antonio Santori
- Cardinale Girolamo Bernerio, O.P.
- Arcivescovo Galeazzo Sanvitale
- Cardinale Ludovico Ludovisi
- Cardinale Luigi Caetani
- Cardinale Ulderico Carpegna
- Cardinale Paluzzo Paluzzi Altieri degli Albertoni
- Papa Benedetto XIII
- Papa Benedetto XIV
- Papa Clemente XIII
- Cardinale Marcantonio Colonna
- Cardinale Giacinto Sigismondo Gerdil, B.
- Cardinale Giulio Maria della Somaglia
- Cardinale Carlo Odescalchi, S.I.
- Cardinale Costantino Patrizi Naro
- Cardinale Lucido Maria Parocchi
- Papa San Pio X
- Papa Benedetto XV
- Papa Pio XII
- Cardinale Giuseppe Pizzardo
- Cardinale Ernesto Ruffini
- Arcivescovo Corrado Mingo